# Kollaterale
Kollateralen (lat: con „zusammen“; latus „Seite“) sind in der Anatomie Abzweigungen, Seiten- oder Nebenäste. Man findet sie im Körper sowohl im Blutkreislauf als auch im Nervensystem. Das Vorhandensein von Kollateralen bzw. die Bildung von Kollateralen wird auch als Kollateralisierung bezeichnet. Der Begriff leitet sich von der lateinischen Bezeichnung vas collaterale (Nebengefäß, Umgehungsgefäß, Ausweichgefäß; Mehrzahl: vasa collateralia) her.

## Blutgefäßsystem

Die Arteria mesenterica inferior und ihre (End-)Äste.

Kollateralen im  Kreislaufsystem sichern die Blutversorgung eines Gewebsgebietes bei Verlegung (Thrombose, Embolie) oder Verletzung von einzelnen Blutgefäßen. Sie sind über Anastomosen miteinander verbunden, sodass von einem Kollateralkreislauf gesprochen wird. Ohne deren Vorhandensein wäre kein chirurgischer Eingriff möglich, da dieser immer mit einer Durchtrennung von Blutgefäßen verbunden ist.
Gefäße ohne Kollateralen und Anastomosen werden als Endarterien bezeichnet, hier führt ein Verschluss zwangsläufig zum Absterben des Gewebsbezirkes (Infarkt). Ein Beispiel hier wären die letzten Äste der Eingeweidearterien, die vorher noch ein dichtes Netz bilden, auf den letzten Zentimetern jedoch keine Verbindung mehr zu ihren Nachbarn haben. Eine Operation am Darm mit Verletzung der Gefäße würde hier später den Darm nekrotisieren und absterben lassen. Sind für ein Gefäß Kollateralen vorhanden, die im Falle einer Verlegung des Gefäßes nicht zur Versorgung des Gebietes ausreichen, so spricht man beim betreffenden Gefäß von einer funktionellen Endarterie (Beispiel: Herzkranzgefäße).
Mit seinen Arbeiten zur Kollateralkreislaufbildung hatte der in Pavia tätige Chirurgieprofessor Luigi Porta im 19. Jahrhundert mit zur Entstehung der modernen Gefäßchirurgie beigetragen.

## Nervensystem
Innerhalb des Nervensystems verlaufen Neuriten bzw. Axone von einer Nervenzelle zu einer anderen. Auf diesem Weg geben die Axone oft Abzweigungen oder Seitenäste ab, die Kollaterale genannt werden. So können andere Nervenzellen in verschiedenen Kerngebieten erreicht werden.
Damit wird die aktuelle Erregung eines Neurons mehreren anderen Neuronen als Signal übermittelt. Diese Divergenz der Signalweitergabe tritt bei fast allen Verschaltungsmustern im Nervensystem auf. Sie findet sich im ZNS sowohl auf der Ebene eines Segments im Rückenmark wie auch in allen Regionen des Gehirns.
Periphere Nerven führen Nervenfasern, beispielsweise auch Axone von Motoneuronen im Vorderhorn des Rückenmarks efferent zur Muskulatur. Die Erregung eines einzelnen Motoneurons erreicht via seiner Axonkollateralen mehrere verschiedene Muskelfasern eines Muskels. Alle diese werden dann – über ihre motorische Endplatten –  zusammen aktiviert; so bilden sie gemeinsam eine motorische Einheit.